# ГЕС Kılıçkaya
ГЕС Kılıçkaya — гідроелектростанція на півночі Туреччини. Знаходячись між ГЕС Yakinca (19 МВт, вище по течії) та ГЕС Çamlıgöze (32 МВт), входить до складу каскаду на річці Келькіт, великій правій притоці Єшиль-Ирмаку, який впадає до Чорного моря біля міста Самсун.
В межах проекту річку перекрили кам'яно-накидною греблею висотою 134 метри (від фундаменту, висота від дна річки — 103 метрів) та довжиною 360 метрів, яка потребувала 7 млн м3 матеріалу. Вона утримує водосховище з площею поверхні 64,4 км2 та об'ємом 1400 млн м3 (корисний об'єм 1033 млн м3), в якому припустиме коливання рівня у операційному режимі між позначками 821 та 850 метрів НРМ.
Пригреблевий машинний зал обладнали двома турбінами типу Френсіс потужністю по 62,5 МВт, які при напорі у 86 метрів вони повинні забезпечувати виробництво 332 млн кВт-год електроенергії на рік.
Видача продукції відбувається по ЛЕП, розрахованій на роботу під напругою 154 кВ.

## Примітка
1. ↑  A Study on Reservoirs and Intended Purposes in Suşehri, Sivas, Turkey Seher Dirican (PDF). Архів оригіналу (PDF) за 6 січня 2019.
2. ↑  Kılıçkaya Barajı ve Hidroelektrik Santrali. Yenilenebilir Enerji Kaynakları (tr-TR) . 16 березня 2015. Архів оригіналу за 6 січня 2019. Процитовано 6 січня 2019.
3. ↑  Kılıçkaya Barajı ve HES. Enerji Atlası (tr-TR) . Архів оригіналу за 6 січня 2019. Процитовано 6 січня 2019.
4. ↑  A THESIS SUBMITTED TO THE GRADUATE SCHOOL OF NATURAL AND APPLIED SCIENCES OF MIDDLE EAST TECHNICAL UNIVERSITY BY REYHAN MUTLU (PDF). Архів оригіналу (PDF) за 8 серпня 2017.
5. ↑  ROMENERGO-PROJECTS. www.romenergo.ro. Архів оригіналу за 13 січня 2019. Процитовано 6 січня 2019.